# روبرت بي. هيل
روبرت بي. هيل هو محامي وقاضي وسياسي أمريكي، ولد في 18 أبريل 1874 في إوينغ في الولايات المتحدة، وتوفي في 29 أكتوبر 1937 في أوكلاهوما سيتي في الولايات المتحدة. نشط حزبياً في الحزب الديمقراطي. وقد انتخب عضو مجلس النواب الأمريكي ‏.